# Jôkokuite
La jôkokuite è un minerale appartenente al gruppo della calcantite.